# 椿树巷
39°54′57″N 116°22′13″E / 39.915944°N 116.3702012°E
椿树巷，是位于北京市西城区中部的一条胡同。

## 简介
椿树巷为南北走向，南到宏庙胡同，北到西斜街。全长100米，平均宽5米。清朝称“椿树胡同”，因为椿树而得名。1965年北京市整顿胡同街巷地名时，改称为“椿树巷”。